# Radnice v Milwaukee
Radnice v Milwaukee (anglicky Milwaukee City Hall) je výšková budova v Milwaukee. Byla postavena v roce 1895 a má 15 pater. Tato budova, nacházející se na ulici 200 E. Wells St, je v současnosti památkově chráněna.
Budova je osmou nejvyšší ve městě Milwaukee. V letech 1895 až 1901 byla nejvyšší stavbou USA mimo New York, 1895 až 1973 pak nejvyšší budovou ve státě Wisconsin a v letech 1973 až 1985 byla druhou nejvyšší bodovou města Milwaukee.